# Recount
Recount (br: Recontagem) é um telefilme estadunidense de 2008 escrito por Danny Strong e dirigido por Jay Roach. É protagonizado por Kevin Spacey, Bob Balaban, Ed Begley Jr., Laura Dern, John Hurt, Denis Leary, Bruce McGill e Tom Wilkinson.
O filme estreou na HBO em 25 de maio de 2008, e ganhou três Primetime Emmy Awards, incluindo o de melhor filme para televisão e melhor série limitada ou filme para a TV para Roach e um Globo de Ouro de melhor atriz em minissérie ou telefilme para Laura Dern.

## Enredo
Recount narra o caso da eleição presidencial nos Estados Unidos em 2000, Bush v. Gore, entre o governador do Texas, George W. Bush, e o vice-presidente dos EUA, Al Gore. Ele começa com a eleição em 7 de novembro e termina com a decisão da Suprema Corte, que interrompeu a recontagem das eleições na Flórida em 12 de dezembro.

## Elenco
- Kevin Spacey	...	Ron Klain
- Bob Balaban	...	Ben Ginsberg
- Ed Begley Jr.	...	David Boies
- Laura Dern	...	Katherine Harris
- John Hurt	...	Warren Christopher
- Denis Leary	...	Michael Whouley
- Bruce McGill	...	Mac Stipanovich
- Tom Wilkinson	...	James Baker
- Bruce Altman	...	Mitchell Berger
- Jayne Atkinson	...	Theresa LePore
- Gary Basaraba	...	Clay Roberts
- Derek Cecil	...	Jeremy Bash
- Eve Gordon	...	Monica Klain
- Marcia Jean Kurtz	...	Carol Roberts
- Mitch Pileggi	...	Bill Daley

## Recepção
No Rotten Tomatoes, o filme mantém um índice de aprovação de 78%, com base em 18 avaliações, e com uma média de 6,4/10. No Metacritic, o filme tem uma pontuação média ponderada de 66 de 100, com base em 25 comentários, indicando "críticas geralmente favoráveis".